# RAF Blackbushe
RAF Blackbushe (pod nazwą RAF Hartford Bridge do 18 listopada 1944) – baza RAF działająca w latach 1942-1946, zlokalizowana między miejscowościami Hartfordbridge i Yateley (hrabstwo Hampshire) w odległości ok. 50 km na zachód od centrum Londynu.

## Historia bazy
Baza była wykorzystywana przez kilka eskadr RAF, a w tym przez polskie dywizjony 300 i 301 Polskich Sił Powietrznych. 
Po 1946 była jeszcze używana w 1948 przy operacjach mostu powietrznego do Berlina. Potem na tym terenie otwarto Port Lotniczy Blackbushe.

## Zobacz
- Bazy RAF używane przez PSP